# Pond's Seedling
Pond's Seedling es una variedad cultivar de ciruelo (Prunus domestica), de las denominadas ciruelas europeas,
una variedad de ciruela plántula que fue obtenida a partir de semilla por Mr. Pond, un cultivador de frutas inglés aficionado, sobre quien no parece haber más información.
Las frutas tienen un tamaño grande, con un color de piel púrpura rojizo a rojo púrpura, salpicado de pruina espesa blanquecina, puntos numerosos, pequeños, de color marrón rojizo, oscuros, de mayor tamaño pero menos numerosos hacia la base, y pulpa de color amarillo dorado, textura poco jugosa, fibrosa, firme, y sabor de dulzor medio, suave, no muy aromática, justo en calidad.

## Sinonimia
- "Pond",
- "Pond's Seedling plum".

## Historia
'Pond's Seedling' es una variedad de ciruela, plántula que fue obtenida a partir de semilla por Mr. Pond, un cultivador de frutas inglés aficionado, sobre quien no parece haber más información. La "London Horticultural Society" Inglaterra (Reino Unido), mencionó la variedad ya en 1831.
La variedad de ciruela 'Pond's Seedling' ha sido descrita en: 1. Lond. Hort. Soc. Cat. 151. 1831. 2. Mag. Hort. 9:165. 1843. 3. Horticulturist 6:560 fig. 1851. 4. Gard. Chron. 13:228. 1853. 5. Am. Pom. Soc. Cat. 214. 1856. 6. Ann. Pom. Belge 9, fig. 1857. 7. Cultivator 8:52 fig. 1860. 8. Thomas Am. Fruit Cult. 343. 1867. 9. Downing Fr. Trees Am. 937 fig. 1869.  10. Pom. France 7:No. 2. 1871. 11. Mas Le Verger 6:5, fig.3. 1886-73. 12. Mich. Hort. Soc. Rpt. 466. 1883. 13. Hogg Fruit Man. 717. 1884. 14. Cal. State Bd. Hort. Rpt. 292. 1885-86. 15. Mathieu Nom. Pom. 442. 1889. 16. Mich. Hort. Soc. Rpt. 465. 1893. 17. Guide Prat. 155, 366. 1895. 18. Oregon Sta. Bul. 45:29 fig. 1897. 19. Cornell  Sta. Bul. 131:190. 1897. 20. W. N. Y. Hort. Soc. Rpt. 92. 1899. 21. Ohio Sta. Bul. 113:160, Pl. XVI fig. 1899. 22. Va. Sta. Bul. 134:44. 1902. 23. Budd-Hansen Am. Hort. Man. 322. 1903.
'Pond's Seedling' está cultivada en la National Fruit Collection (Colección Nacional de Fruta) de Reino Unido, con el número de accesión: 1961 - 095 y nombre de accesión : Pond's Seedling. Recibido por "The National Fruit Trials" (Probatorio Nacional de Frutas) en 1961.

## Características
'Pond's Seedling' árbol de tamaño mediano, vigoroso, erguido, resistente, variable en productividad. Requiere suelo ligero y una posición soleada. Es auto estéril y necesita una variedad polinizadora para dar cosecha. Tiene un tiempo de floración que comienza a partir del 19 de abril con el 10% de floración, para el 23 de abril tiene una floración completa (80%), y para el 6 de mayo tiene un 90% de caída de pétalos.
'Pond's Seedling' tiene una talla de tamaño grande (peso promedio 90,20 g.), de forma obovadas u ovaladas, frecuentemente con un ligero cuello, mitades iguales, cavidad poco profunda, estrecha, abrupta, con la sutura muy poco profunda, a menudo una línea, con el ápice redondeado; Epidermis dura, que se separa fácilmente, y la piel color púrpura rojizo a rojo púrpura, salpicado de pruina espesa blanquecina, puntos numerosos, pequeños, de color marrón rojizo, oscuros, de mayor tamaño pero menos numerosos hacia la base; Pedúnculo de longitud medio (promedio 14.61 mm), grueso, muy pubescente, bien adherido al fruto;pulpa de color amarillo dorado, textura poco jugosa, fibrosa, firme, y sabor de dulzor medio, suave, no muy aromática, justo en calidad.
Hueso de semi libre a libre, de forma ovalada alargada, aplanada, las superficies rugosas y profundamente picadas, estrechándose hacia la base y el ápice, sutura ventral fuertemente surcada, con un ala distinta pero no prominente, y la sutura dorsal generalmente ancha y profundamente acanalada.
Su tiempo de recogida de cosecha se inicia en su maduración primera decena de septiembre.

## Progenie
- La ciruela 'Pond's Seedling' es el "Parental Madre" de la nueva variedad de ciruela : 'Delicious'.

- La ciruela 'Pond's Seedling' es el "Parental Padre", como fuente de polen, de la nueva variedad de ciruela : 'Giant'.

## Usos
La ciruela 'Pond's Seedling' tiene unas características organoléticas muy justas de calidad, por lo cual se utiliza preferentemente como ciruela para elaboraciones culinarias.